# Vierul 59

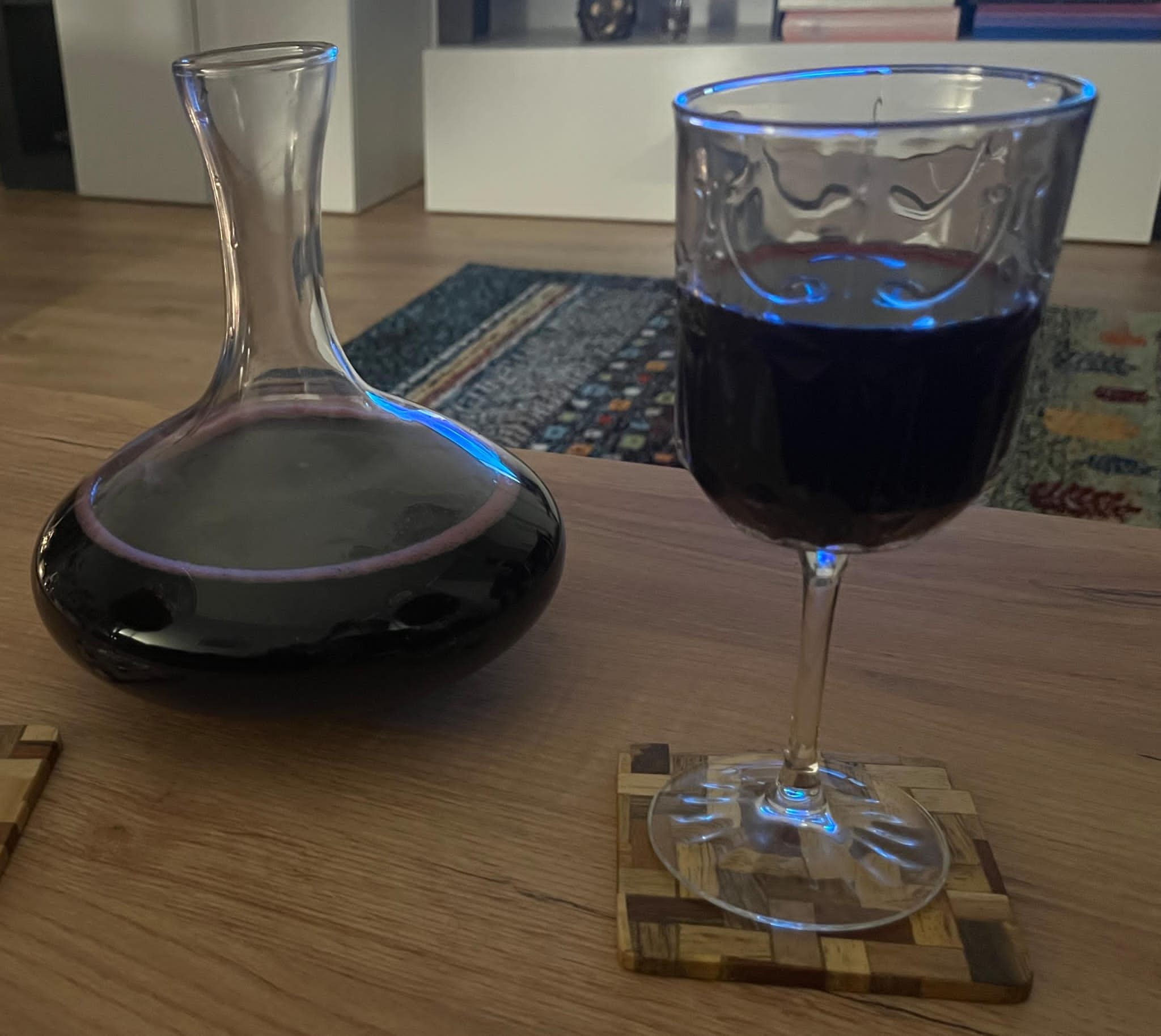
Vin de desert din strugurii Vierul 59

Vierul 59 este un soi de struguri de masă din Moldova. A fost creat la Institutul moldovenesc de cercetări științifice în domeniul viticulturii și vinificației prin încrucișarea soiurilor Coarnă neagră și Pierelle (Seyve Villard 20-366). A fost acceptat pentru testarea de stat în 1978 și aprobat ca soi de perspectivă. Autorii soiului sunt N. Guzun, M. Țîpko, F. Olar, P. Nedov.

## Caractere ampelografice
Frunza este mare, rotundă, cu trei sau cu cinci lobi, mijlociu sectată. Floarea este hermafrodită. Strugurii sunt mari, conici, mijlociu de îndesați sau îndesați, cu aspect frumos. Bobița este mare, alungită, cu trei-patru semințe; culoarea variază de la roșu-închis până la negru.

## Caracterizarea agrobiologică
Vierul 59 face parte din soiurile de masă cu epoca de coacere semitardivă. Dezmugurirea începe în ultima decadă a lunii aprilie - începutul lui mai, înflorirea începe la mijlocul lui iunie. Strugurii se coc pe la sfârșitul lui septembrie.
Creșterea butucilor este puternică. Maturarea lăstarilor este bună.
Soiul intră pe rod relativ devreme. În al patrulea an roada atinge 90-100 c/ha, în anii următori sporește până la 140-160 c/ha. Greutatea medie a strugurilor este de 440-460 g.
Soiul este, în mod practic, rezistent la ger, gradul de vătămare nedepășind 3 puncte. Poate fi cultivat pe tulpină înaltă, fără a îngropa butucii peste iarnă.
Gradul de vătămare de către bolile criptogamice (mildew, oidium, putregaiul cenușiu) este slab (2 puncte). Este rezistent la filoxeră (gradul de vătămare - 3 puncte).